# Obizzo (nome)
Obizzo  è un nome proprio di persona italiano maschile.

## Varianti
- Maschili: Obizio[1][2], Obizo[1], Opizio[2], Opizzo
  - Alterati: Obizzone[1], Opizzone, Obizzino, Opizzino

## Origine e diffusione
Si tratta di un nome di origine germanica, di difficile interpretazione; potrebbe risalire alla radice aud (o od, "patrimonio", "ricchezza", come in Oddone, Oberto e Audomaro) oppure alla radice hugi ("mente", "pensiero", come in Ugo, Uberto e Ubaldo). Coincide inoltre con il termine "obizzo", che è un altro nome dell'obice, un'arma da fuoco di grosso calibro.
Era un nome tipico dei casati degli Este e dei Malaspina, la fama dei quali, insieme con il culto di sant'Obizio, contribuì alla diffusione del nome - comunque molto scarsa.

## Onomastico
L'onomastico viene festeggiato in ricordo di sant'Obizio da Niardo, nobile e guerriero poi divenuto eremita, commemorato il 6 dicembre o il 4 febbraio.

## Persone
- Obizzo da Carrara, cavaliere e condottiero italiano
- Obizzo I d'Este, signore di Este
- Obizzo II d'Este, marchese di Ferrara e della Marca anconitana
- Obizzo III d'Este, marchese di Ferrara
- Obizzo da Polenta, politico italiano
- Obizzo Fieschi, vescovo cattolico italiano
- Obizzo Malaspina, condottiero italiano
- Obizzo Obizzi, capostipite della famiglia Obizzi
- Obizzo Sanvitale, vescovo cattolico italiano

### Varianti
- Obizio da Niardo, nobile, militare e santo italiano
- Opizio Pallavicini, cardinale italiano
- Lazzaro Opizio Pallavicini, cardinale italiano
- Obizzino Malaspina, nobile italiano
- Opizzo Malaspina, capostipite dei Malaspina
- Opizzino Spinola, politico italiano
- Opizzone dei conti di Acquesana, vescovo di Lodi e Acqui